# Francesco di Montpensier
Francesco di Borbone-Vendôme-Montpensier (1542 – Lisieux, 4 giugno 1592) era figlio di Luigi III di Montpensier e di Jacqueline de Longwy. Portò i titoli di duca di Montpensier, delfino d'Alvernia, principe della Dombes e signore di Châtellerault.

## Biografia
Intrapresa una carriera militare, combatté contro gli Ugonotti; dopo la presa di Saint-Jean-d'Angély (1549), fu incaricato di combattere i protestanti in Saintonge, ma fallì. Nel 1574 fu nominato governatore generale della Linguadoca e del Delfinato.
Nonostante fosse uno zelante cattolico, non si unirà mai alla Lega Cattolica e rimase fedele a re Enrico III; alla sua morte, si riunirà al nuovo re Enrico IV, anche lui un Borbone e suo lontano cugino. Combatté al suo fianco ad Arques; divenne governatore della Normandia. Partecipò senza successo all'assedio di Rouen, che fu un insuccesso. Morì l'anno dopo.
Aveva sposato nel 1556 Renée d'Anjou (1550 † 1590), marchesa di Mezières, figlia di Nicolas d'Anjou.

## Discendenza
Francesco e Renée ebbero un solo figlio:
- Enrico, duca di Montpensier.

## Ascendenza
|                              |                   |                                 | Genitori                        |  |  | Nonni |  |  | Bisnonni                         |  |  | Trisnonni                  |  |
|                              |                   |                                 |                                 |  |  |       |  |  | Giovanni VIII di Borbone-Vendôme |  |  | Luigi I di Borbone-Vendôme |  |
|                              |                   |                                 |                                 |  |  |       |  |  | Giovanni VIII di Borbone-Vendôme |  |  | Luigi I di Borbone-Vendôme |  |
|                              |                   | Giovanna di Monfort-Laval       |                                 |  |  |       |  |  | Giovanni VIII di Borbone-Vendôme |  |  |                            |  |
| Luigi di Borbone-Vendôme     |                   |                                 |                                 |  |  |       |  |  | Giovanni VIII di Borbone-Vendôme |  |  |                            |  |
|                              |                   | Isabella di Beauvau             | Luigi di Beauvau                |  |  |       |  |  |                                  |  |  |                            |  |
|                              |                   | Isabella di Beauvau             | Luigi di Beauvau                |  |  |       |  |  |                                  |  |  |                            |  |
|                              |                   | Isabella di Beauvau             | Margherita di Chambley          |  |  |       |  |  |                                  |  |  |                            |  |
| Luigi III di Montpensier     |                   | Isabella di Beauvau             |                                 |  |  |       |  |  |                                  |  |  |                            |  |
|                              |                   | Gilberto di Borbone-Montpensier | Luigi I di Montpensier          |  |  |       |  |  |                                  |  |  |                            |  |
|                              |                   | Gilberto di Borbone-Montpensier | Luigi I di Montpensier          |  |  |       |  |  |                                  |  |  |                            |  |
|                              |                   | Gilberto di Borbone-Montpensier | Gabriella di La Tour d'Auvergne |  |  |       |  |  |                                  |  |  |                            |  |
| Luisa di Borbone-Montpensier |                   | Gilberto di Borbone-Montpensier |                                 |  |  |       |  |  |                                  |  |  |                            |  |
|                              |                   | Chiara Gonzaga                  | Federico I Gonzaga              |  |  |       |  |  |                                  |  |  |                            |  |
|                              |                   | Chiara Gonzaga                  | Federico I Gonzaga              |  |  |       |  |  |                                  |  |  |                            |  |
|                              |                   | Chiara Gonzaga                  | Margherita di Baviera           |  |  |       |  |  |                                  |  |  |                            |  |
| Francesco di Montpensier     |                   | Chiara Gonzaga                  |                                 |  |  |       |  |  |                                  |  |  |                            |  |
|                              | Filippo di Longvy | Giovanni III di Longwy          |                                 |  |  |       |  |  |                                  |  |  |                            |  |
|                              | Filippo di Longvy | Giovanni III di Longwy          |                                 |  |  |       |  |  |                                  |  |  |                            |  |
|                              | Filippo di Longvy | Giovanna di Vienne              |                                 |  |  |       |  |  |                                  |  |  |                            |  |
| Giovanni IV di Longwy        | Filippo di Longvy |                                 |                                 |  |  |       |  |  |                                  |  |  |                            |  |
|                              |                   | Giovanna di Bauffremont         | Pietro di Bauffremont           |  |  |       |  |  |                                  |  |  |                            |  |
|                              |                   | Giovanna di Bauffremont         | Pietro di Bauffremont           |  |  |       |  |  |                                  |  |  |                            |  |
|                              |                   | Giovanna di Bauffremont         | Maria di Borgogna               |  |  |       |  |  |                                  |  |  |                            |  |
| Giacomina di Longwy          |                   | Giovanna di Bauffremont         |                                 |  |  |       |  |  |                                  |  |  |                            |  |
|                              |                   | Carlo di Valois-Angoulême       | Giovanni di Valois-Angoulême    |  |  |       |  |  |                                  |  |  |                            |  |
|                              |                   | Carlo di Valois-Angoulême       | Giovanni di Valois-Angoulême    |  |  |       |  |  |                                  |  |  |                            |  |
|                              |                   | Carlo di Valois-Angoulême       | Margherita di Rohan             |  |  |       |  |  |                                  |  |  |                            |  |
| Giovanna d'Angoulême         |                   | Carlo di Valois-Angoulême       |                                 |  |  |       |  |  |                                  |  |  |                            |  |
|                              |                   | Antonietta di Polignac          | Folco di Polignac               |  |  |       |  |  |                                  |  |  |                            |  |
|                              |                   | Antonietta di Polignac          | Folco di Polignac               |  |  |       |  |  |                                  |  |  |                            |  |
|                              |                   | Antonietta di Polignac          | Agnese di Chabannais            |  |  |       |  |  |                                  |  |  |                            |  |
|                              |                   | Antonietta di Polignac          |                                 |  |  |       |  |  |                                  |  |  |                            |  |

| Controllo di autorità | VIAF (EN) 233068468 · ISNI (EN) 0000 0003 6776 4147 · LCCN (EN) n88277076 · BNF (FR) cb13488851z (data) |